# Smilla Holmberg
Smilla Hilma Holmberg, född 11 oktober 2006 i Stockholm, är en svensk fotbollsspelare som spelar för Hammarby IF i Damallsvenskan som offensiv ytterback. Holmberg är kontrakterad till och med 31 december 2026.

## Biografi
Holmberg är uppvuxen på Södermalm i centrala Stockholm och har sedan barndomen hållit på med flera sporter, bland annat tennis och squash.

### Klubbkarriär
Redan i sjuårsåldern började Holmberg spela fotboll i Hammarby IF. Vid sexton års ålder, under hösten 2023, började den löpstarke ytterförsvararen att kämpa om en plats i startelvan på högerkanten, efter att ha gjort sin A-lagsdebut som femtonåring mot Vittsjö GIK den 8 maj 2022 året innan. Holmberg byttes in i den sextiosjätte minuten i en match som slutade oavgjort, 2-2. Holmberg spelade ytterligare en A-lagsmatch säsongen 2022, då hon den 12 juni i en 4–0 seger mot IFK Kalmar byttes  in i den sjuttiosjunde minuten. Den 21 september 2022 i Svenska cupen 2022/2023, i en match mot IFK Norrköping fick Holmberg spela från start för första gången i sin seniorkarriär. Sedan säsongen 2023 har Holmberg varit ett roterande inslag i startelvan för Hammarby.
Den 14 oktober 2023 var första gången Holmberg spelade 90 minuter på seniornivå i liga-sammanhang, detta i en förlust mot FC Rosengård. Under säsongen 2024 har Holmberg spelat från start i femton av tjugosex matcher. Den 23 juni 2024 fanns Holmberg med i startelvan när man mötte AIK på bortaplan. Det var också där hon skulle komma att göra sitt första mål i klubben. På stopptid i första halvlek nickade hon in 1-0 efter ett inlägg. Den 13 september gjorde Holmberg sitt andra klubbmål på seniornivå, när hon avslutade en 5–0-seger mot IF Brommapojkarna i den 83:e minuten efter en passning från Thea Sørbo. I november 2024 hade Holmberg gjort två mål och två assist i klubben under säsongen.
Holmberg tillkännagav i juni 2024 att hon provtränat med Lyon i Frankrike, en månad efter att hon förlängt sitt kontrakt med Hammarby IF. Holmberg har tidigare uppgett att hennes favoritlag sedan barnsben är Paris Saint-Germain.
Den 12 november 2024 gjorde Holmberg sin debut i Uefa Women's Champions League när hon blev inbytt i femtiofjärde minuten i en bortaförlust mot Manchester City med 2–0.

### Internationell karriär
Holmberg har spelat internationellt för Sverige på flick- och juniornivå, och är sedan 2024 uttagen till U23-landslaget. 2023 fick hon pris av Svenska Fotbollförbundet för Årets mål. Detta i en genrepsturnering i Norge för nordiska landslag, på Fredrikstad stadion och mot Islands landslag. I den trettonde minuten fick Holmberg bollen långt ner på vänster offensiv planhalva. Hon dribblade sedan förbi tre isländska spelare i rask takt och skruvade in bollen i bortre krysset ifrån utanför straffområdet.